# Ловушка для людей
«Ловушка для людей» («Гонки», «Капкан») — сатирический рассказ известного фантаста Роберта Шекли. Написан в 1968 году. Впервые опубликован в том же году в одноимённом авторском сборнике «Ловушка для людей».
Рассказ относится к серии произведений автора о жестоких соревнованиях и шоу неблагополучного будущего. Шекли пародирует Земельные Гонки конца 19-го века, но теперь действие перенесено в «джунгли» перенаселённого Нью-Йорка, а участники борются за право обладания бесплодным участком в один акр в Скалистых горах.

## Сюжет
Будущее. США страшно пренаселены. Наступил День Земельных Гонок — день, когда любой из победителей государственной лотереи («пятьдесят удачливых мужчин из пятидесяти миллионов жителей Южного Вестчестера») сможет побороться за право владения участком собственной земли площадью в один акр, ибо участок предоставляется ему «и его наследникам на вечные времена — даже до третьего поколения». Участником становится обыватель Стив Бакстер, но теперь и у него есть шанс на победу. Но гонки очень сложны, ведь предстоит продираться сквозь человеческие джунгли Нью-Йорка аж 5,7 миль вплоть до финиша в Земельной конторе на Таймс-сквер, и  не каждый человек добирается до конторы за несколько недель живым…

## Экранизация
По рассказу в 1966 году был снят одноимённый эпизод американского сериала «Сцена 67» (Stage 67). 